# Вскрытие (фильм, 2008)
«Вскрытие» (англ. Autopsy) — американский фильм ужасов, вышедший на экраны в 2009 году. В связи с присутствием в нём сцен жестокости и насилия, фильм получил рейтинг R в системе рейтингов MPAA (дети до 17 лет допускаются к просмотру только с родителями).

## Сюжет
Компания друзей, едущих на автомобиле, ночью на безлюдном шоссе сбивает человека в больничном халате. Прежде чем ребята успевают позвонить куда-либо, прибывает карета «скорой помощи», санитары сообщают, что это их пациент, сбежавший из больницы. Они забирают пострадавшего и предлагают им проехать с ними для обследования. Их привозят в больницу, расположенную неподалёку, весь персонал которой ведёт себя очень странно.
По ходу фильма становится ясно, что главный врач больницы проводит над людьми ужасающие эксперименты, цель которых — найти средство для спасения смертельно больной жены.

## В ролях
- Джессика Лаундс — Эмили
- Роберт Патрик — доктор Дэвид Бенуэй
- Дженетт Голдстин — медсестра Мариан
- Майкл Боуэн — Трэвис
- Роберт ЛаСардо — Скотт
- Эшли Шнайдер — Клара
- Аркадий Голубович — Дмитрий Осипов
- Росс Кон — Бобби
- Элайджа Харди — Элайджа Харди